# 太田宇兵衛
太田 宇兵衛（おおた うへい、1862年1月4日〈文久元年12月5日〉 - 没年不明）は、日本の商人（履物商）、資産家。大阪履物卸商同盟会会長。族籍は大阪府平民。大阪府多額納税者。

## 人物
太田卯兵衛の長男。1883年、家督を相続した。履物商を営み大阪府多額納税者であった。大阪履物卸商同盟会を起こして組長に挙げられた。貴族院多額納税者議員選挙の互選資格を有した。住所は大阪市東区南本町。

## 家族・親族
太田家
- 父・卯兵衛（大阪府平民）[4]
- 妹・たき（1872年 - ?、大阪、伏見伊兵衛の妻）[5]
- 弟
  - 巳喜三（1881年 - ?、分家）[5]
  - 忠三郎（1875年 - ?、大阪、村井庄七の養子）[5]
- 妻・ひろ（1867年 - ?、大阪、田中杢兵衛の三女）[5]
- 養子・宇兵衛[5]（1883年 - ?、長女テルの夫、京都府人・三上勘兵衛の三男[6]、花緒卸商、大阪府多額納税者） - 1909年に東大法科を卒業[6]、1931年に家督を相続し、前名・唯吉を改め襲名[6]。趣味は茶道、謡曲[6]。宗教は真宗[6]。
- 女・テル（1886年 - ?、養子唯吉の妻）[5]
- 女・アイ（1888年 - ?）[5]
- 女・せい（1893年 - ?）[5]
- 孫[5]

親戚
- 清滝幸次郎（池田実業銀行頭取） - 清滝の養母ナカは田中杢兵衛の二女。